# Dasychira albiplaga
Dasychira albiplaga is een vlinder uit de familie spinneruilen (Erebidae), onderfamilie donsvlinders (Lymantriinae). De wetenschappelijke naam van deze soort is voor het eerst geldig gepubliceerd in 1908 door Swinhoe.
De soort komt voor in tropisch Afrika.